# Qingyuan Xingsì
Qingyuan Xingsì (青原行思; giapponese: Seigen Gyōshi; coreano: Chŏngwŏn Haengsa; vietnamita: Thanh Nguyên Hành Tư; 660 – 740) è stato un maestro zen cinese durante la dinastia Tang.
Viene riconosciuto patriarca e fondatore di tre delle Cinque Scuole del Buddismo Chán: la scuola Caodong, la scuola Yunmen, la scuola Hayan.

## Biografia
Ci sono giunte informazioni scarse a proposito della sua vita. Si dice che abbia vissuto nel Tempio della Dimora della Quiete sul Monte Qingyuan..
La Trasmissione della Lampada riporta che Seigen fosse uno dei migliori discepoli di Huìnéng, duecento anni dopo la sua morte, ma le più antiche fonti su questo maestro cinese sono all'interno dello Zutang ji (Raccolta della Sala dei Patriarchi), che fu completata nel 952 da Wendeng.
Lo studioso Albert Welter insinua che Wendeng possa avere inventato la figura del maestro Qingyuan per legittimare l'autorità del patriarca Caodong Shitou Xiqian, supposto discepolo di quest'erede di Huineng, e a sua volta la propria, in quanto discendente di Shitou. Il primo maestro di Shitou, Huineng, morì quando questi aveva solo tredici anni, quindi il ricordo di Qingyuan era necessario per ricevere una Trasmissione del Dharma autorevole.

## Leggende Biografiche
Come per la maggior parte dei monaci Zen della Dinastia Tang, ci sono molte storie sugli incontri di Qingyuan con discepoli ed altri maestri, che però è quasi certo che non siano storicamente verosimili. 
La Trasmissione della Lampada, per esempio, narra il seguente:
Un altro episodio dalla stessa fonte narra così:
Qingyuan replicò "Qual è il prezzo del riso a Luling?"»